# Têtes Raides

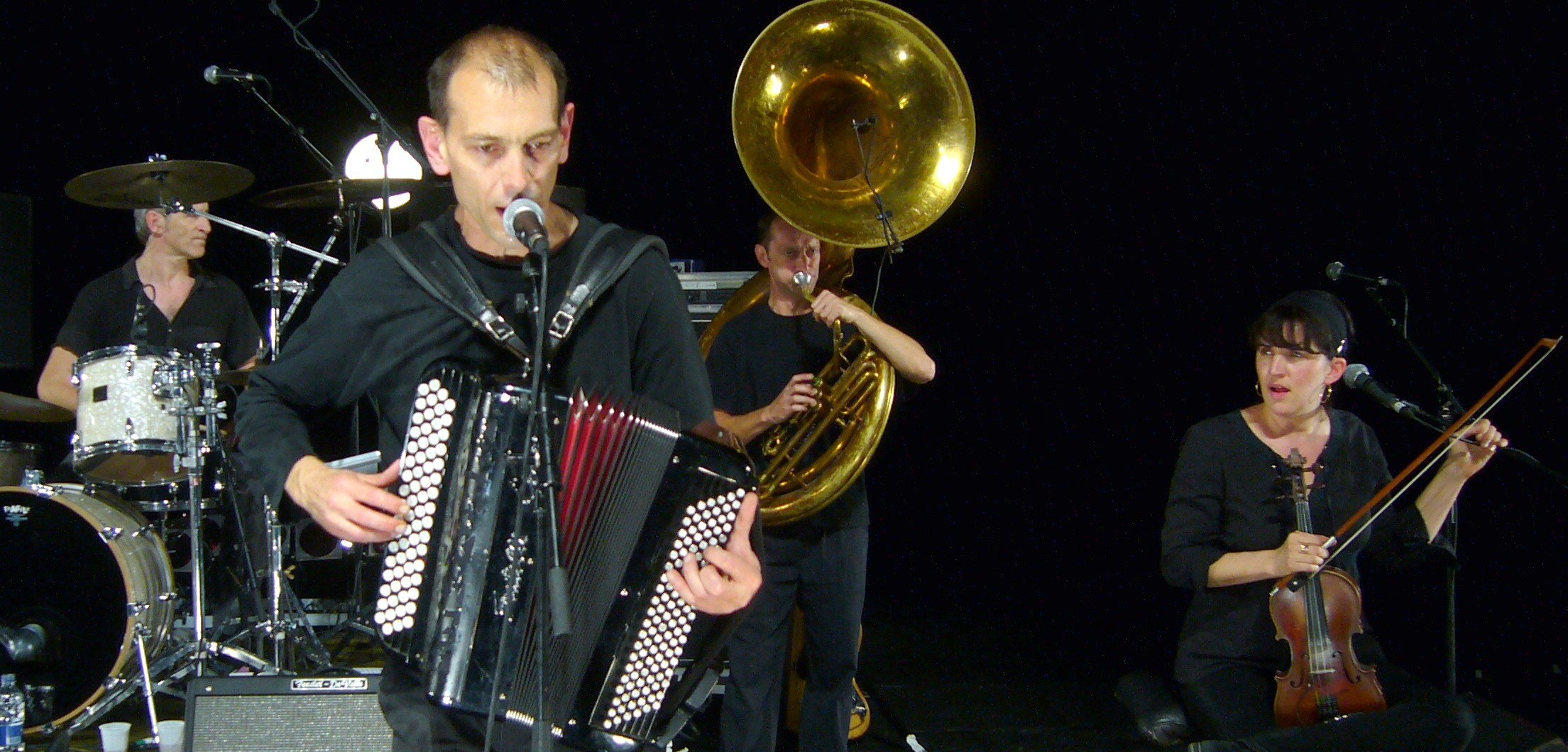
Live im Oktober 2006

Têtes Raides (frz. harte Köpfe {im Sinne von berauschte}) ist eine französische Rockgruppe, die moderne Zirkusmusik mit Alternative-Rock-Elementen mischt und zudem Poesie, Malerei und Theaterkunst einsetzt.

## Bandgeschichte
Gegründet wurde sie 1984 in einem Pariser Vorort unter dem Namen Red Ted. 1987 wurde der Bandname in Têtes Raides geändert. Auf den ersten Veröffentlichungen tauchen beide auf.
Während die Musik zu Anfang elektrisch und an Punkrock angelehnt war, bedeutete der Einstieg der klassisch ausgebildeten Violinistin Anne-Gaëlle einen stilistischen Wechsel. Nunmehr begleitete eine ausdrucksstarke Stimme die nur scheinbar einfach gesetzte Musik. Die Vielzahl der eingesetzten Instrumente und Stilmittel rechtfertigt mittlerweile eher eine Einordnung in die Rubrik Weltmusik oder Folk-Rock. Man würde sie etwa auf dem TFF.Rudolstadt erwarten oder in mittelgroßen Clubs wie in der Batschkapp in Frankfurt am Main.
Die Texte sind in ihrer Aussage oft deutlich und immer voll schwarzem Humor. Auch zu politischen Themen positionierte sich die Band, beispielsweise in der Opposition zu Jean-Marie Le Pen bei der Präsidentschaftswahl 2002 oder zur in Frankreich notorischen Thematik der sans papiers (Illegale Immigranten ohne Pass).
Als musikalische Einflüsse werden oft Jacques Brel, Georges Brassens und die Négresses vertes genannt. In Deutschland wären sie am ehesten mit den frühen Ton Steine Scherben oder Element of Crime zu vergleichen. Sie mischen Musette-Klänge („Ginette“) mit Flamenco („Expulsez-moi“) sowie Postpunk New Wave („Banco“) zu einem hypnotischen Sound mit tanzbaren Rhythmen und der druckvollen Stimme Christian Oliviers.
Eher bei einem kleineren Publikum bekannt und beliebt, geben die Têtes Raides jedes Jahr rund 200 Konzerte in Frankreich. Sie wirkten unter anderem auf dem Album L'Absente von Yann Tiersen mit. Trotz ihrer Live-Qualitäten und Popularität treten die Têtes Raides außerordentlich selten im Ausland auf.

## Besetzung
- Christian Olivier (Gesang, Akkordeon, Gitarre)
- Grégoire Simon (Saxophon, Flöte, Akkordeon, Gesang)
- Pascal Olivier (Bass, Helikon, Tuba, Gesang)
- Anne-Gaëlle Bisquay (Cello, Violine)
- Serge Bégout (Gitarre, Saxophon)
- Jean-Luc Millot (Schlagzeug, Gesang)
- Edith Bégout (Tuba, Klavier)
- Pierre Gauthé (Posaune, Gitarre)

## Diskografie

### Studioalben
| Jahr | Titel           | Höchstplatzierung, Gesamtwochen, AuszeichnungChartsChartplatzierungen (Jahr, Titel, Platzierungen, Wochen, Auszeichnungen, Anmerkungen) | Anmerkungen                   |
| Jahr | Titel           | FR | Anmerkungen                   |
| ---- | --------------- | --- | ----------------------------- |
| 1996 | Le bout du toit | FR85 Gold · (10 Wo.)FR | Charteinstieg in FR erst 2001 |
| 1998 | Chamboultou     | FR14 Gold · (23 Wo.)FR |                               |
| 2000 | Gratte poil     | FR23 Gold · (61 Wo.)FR |                               |
| 2005 | Fragile         | FR19 (23 Wo.)FR |                               |
| 2007 | Banco           | FR31 (35 Wo.)FR |                               |
| 2011 | L’an demain     | FR8 (14 Wo.)FR |                               |
| 2013 | Corps de mots   | FR63 (6 Wo.)FR |                               |
| 2014 | Terriens        | FR13 (12 Wo.)FR |                               |

Weitere Studioalben
- 1988: C’est quoi?
- 1989: Not dead but bien raides
- 1989: La Galette molle
- 1990: Mange tes morts
- 1992: Les oiseaux
- 1993: Fleur de yeux

### Livealben
| Jahr | Titel                         | Höchstplatzierung, Gesamtwochen, AuszeichnungChartsChartplatzierungen (Jahr, Titel, Platzierungen, Wochen, Auszeichnungen, Anmerkungen) | Anmerkungen                   |
| Jahr | Titel                         | FR | Anmerkungen                   |
| ---- | ----------------------------- | --- | ----------------------------- |
| 1997 | Viens!                        | FR74 (11 Wo.)FR | Charteinstieg in FR erst 2001 |
| 2003 | Qu’est-ce qu’on s’fait chier! | FR5 (18 Wo.)FR |                               |
| 2003 | 28.05.04                      | FR48 (9 Wo.)FR |                               |

### Kompilationen
| Jahr | Titel                       | Höchstplatzierung, Gesamtwochen, AuszeichnungChartsChartplatzierungen (Jahr, Titel, Platzierungen, Wochen, Auszeichnungen, Anmerkungen) | Anmerkungen                   |
| Jahr | Titel                       | FR | Anmerkungen                   |
| ---- | --------------------------- | --- | ----------------------------- |
| 2008 | Best Of – 20 ans de Ginette | FR70 (7 Wo.)FR | Charteinstieg in FR erst 2001 |

Weitere Kompilationen
- 2000: 10 ans de Têtes Raides
- 2006: Aie

## Filmografie
- 2008: Trash live au Bataclan (Live November 2006), Teil der Kompilation 20 ans de Ginette
- 2003: Têtes Raides aux Bouffes du Nord (Live-Auftritt 2002)[4]